# یوری سرگئیف
یوری آناتولی‌یوویچ سرگئیف ( اوکراینی: Юрій Анатолійович Сергеєв؛ زادهٔ ۵ فوریهٔ ۱۹۵۶) دیپلمات، و سیاستمدار ارمنی‌تبار اهل اوکراین است که سابقا سفیر اوکراین در کشورهای یونان، فرانسه و باهاما و نماینده دایمی اوکراین در سازمان ملل بوده است.

## زندگی‌نامه
وی در ۵ فوریهٔ ۱۹۵۶ در گیومری به دنیا آمد و از دانشگاه ملی تاراس شفچنکو کی‌یف فارغ‌التحصیل گشت. وی همچنین برنده جوایزی همچون نشان مریت اوکراین (آوریل ۲۰۰۳) و فرمان افتخاری وزارت امور خارجه اوکراین شد. به زبان‌های انگلیسی، فرانسوی و روسی تسلط دارد